# ペン回し

ペン回しの技

ペン回し（ペンまわし、Pen Spinning）、またはペンスピニングとは、手、指、足を用いてペンを操る芸当のこと。狭義には、後述する「ノーマル」「ソニック」などの個々の技を指す。また広義には、ペンを指で弾くなどして飛ばすものや、手指以外を用いるアクロバティックな動作も含めてペン回しと呼ぶことがある。
インターネットが普及した1990年代末からは、愛好者間の交流が盛んになるとともに厳密な技の定義が構築され、現在ではヨーヨーやけん玉、ジャグリングのような体系を持った遊びの一つとして発展を続けている。

## 名称
国内での"ペン回し"の別名としては、回す道具を明示した"シャーペン回し"、"鉛筆回し"、"ボールペン回し"などがある。また、浪人生がよくペン回しをしていたことから、「ペン回しをすると浪人する」という噂が広まり、浪人回しという蔑称も存在する。
英語圏ではPen Spinning（ペンスピニング）という呼称が最も一般的で、ペン回しをする人のことはPen Spinner（ペンスピナー）、あるいは単にSpinner（スピナー）と呼ぶ。"Spinner"に対応する適当な日本語が存在しないため、これらの英語名は国内でも、特に競技としてペン回しに取り組んでいる人を差してしばしば用いられる。

## 遊び方
ペン回しには大きく分けて以下の3つの遊び方がある。
- 技のレパートリーを増やす、高難度の技に挑む
最も基本的な遊び方。
習得した技の数や難易度によって現在の自分の実力を知ることができる。
- スピードや回数を競う
「ペン回し道場」などの古参ウェブサイトを中心に流行した遊び方。
ある技を一定時間（主に30秒）内に何回できるか、あるいは時間無制限でどこまで続けられるかを競う。
行われていたサイトの多くはすでに閉鎖しており、現在ではほとんど行われなくなっている。
- フリースタイル
複数の技を自由に組み合わせて演目のように構築する形態。
ペンスピナーの間では「FS」と略されることが多い。
単発技よりも多彩な表現が可能であり、技の順番（オーダー）を自分で組合せる面白さもあるため、現在の遊び方の主流となっている。
もともとは海外で発祥した楽しみ方であり、日本では「ペン回し資料室」での紹介や、後述の「神動画」によって広く知られるようになった。
評価点は大きく言うと難易度、独創性、完成度、構成の４点で評価される。

## 道具
- 市販のペン（未改造ペン）
文房具店やコンビニで手に入るペン。愛好者の間では、未改造ペンと呼ばれる。
後述する改造ペンや専用ペンに比べ、短くて軽いことが多いため、小技を得意とするペンスピナーに好まれる傾向にある。
- 改造ペン

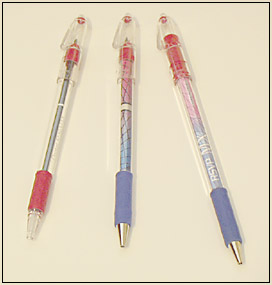
改造ペンの例。左からRSVP V1、RSVP V2、RSVP MX
複数のペンの部品を組み合わせたもの。筆記機能は備わっていないものが多い。左右対称になっているものを対称ペン、非対称になっているものを非対称ペンまたは単頭ペンと呼ぶ。
ある技に対して特化した改造ペンも登場したが、特に近年では高性能な改造ペンの登場によって、以前では考えられなかった高度なトリックや複雑なコンボが可能となっており、改造技術の進歩がペン回し技術の進歩に直結していると言っても過言ではない。
過去にはペン回しのためにペンを改造する行為が邪道とされたこともあったが、海外の影響を受けた現在では寛容になりつつある。ただしほぼ全面的に自由な改造が認められている現代日本でも、文房具以外の材料を使った改造や、最終的なペンの全長が一般的に見てあまりにも長すぎる改造は邪道とみなされることが多い。
- ペン回し専用ペン
ペン回しのために作られた商品。主にペン回し専門ショップにて取り扱われており、筆記機能は備わっていないものが多い。
代表的なものには、2008年にタカラトミーから発売された長さ19cmの専用ペン「PEN’Z GEAR」や、2022年に、ペン回しパフォーマーのKayとスピンギアがコラボレーションして制作した「Arounder1」などがある。[4]。

また、愛好者の間では基本的に、「異物」と呼ばれるペン以外のものを回すことは避けられる。これは過去にペン回しを取り上げたテレビ番組で、「ペンスピナーにペン以外の日用品や食料品を回してもらおう」という企画があり、肝心のペン回しの技術にはほとんど触れられず、ネギやゴボウなどを回す様子ばかりが面白半分に紹介されたことに起因する。しかし近年、ジャグリングとペン回しの融合として、ペン以外の物を回す動画も数多く存在し、広く受け入れられている。
このように、「身近にある棒状のもの」を使って様々な技を楽しめることがペン回しの大きな魅力の一つとなっている。

## ペン回しの技
ペン回しには100種類を超える技が存在すると言われるが、その正確な数は把握されていない。さらにそれらの派生技・発展技を合わせると膨大な数になるため、ペン回しの技の「数」について考えること自体が避けられる傾向にある。

### 代表的な技
ペン回しの技の中でも、古くから存在する代表的な技には固有の技名が付いている。
これらの技名の多くは、1997年にHIDEAKIという人物が開設したウェブサイト「私のペン回しの歴史」にて考案されたものであり、技名の由来も命名者の主観に基づいている。しかしその後も権威ある定義として残り続け、10年以上経過した現在も「ペン回しを代表する技」として紹介されることが多い。
- ノーマル（Thumb Around）

ノーマル

ノーマル物を書くときの状態から中指でペンを押し出し、親指の周りを一回転させる技。
技名の由来は「ペン回しの技の中で最も基本的な技だから」。
よく中指で『弾く』といわれるが実際は『押し出す』に近い。
押し出す指やキャッチする指を変えて行うこともできる。
- ソニック（Sonic）

ソニック

ソニック中指と薬指でペンを挟み、中指の背を通して回転させながら中指と人差し指に移す技。
技名の由来は「ノーマルよりも動きが速く見えるから」。
別の指でも行うことができるが、人差し指を軸にした場合は「トリガーソニック」という別の技になる。
- ガンマン（Index Around Reverse）
中指を軸として薬指でペンを弾き、中指の周りを一回転させる技。
技名の由来は「西部劇のガンマンが拳銃を回す動作に似ているから」。
弾く指やキャッチする指を変えて行うこともできる。
- バックアラウンド（Back Around）
ペンの重心よりも後ろ側を物を書くときように持った状態から、手首のスナップでペンを弾き、人差し指の後ろを時計回りに一回転させる技。略称は「バクアラ」。
他の技との融和性が高いため、前述したフリースタイルでは多用される傾向にある。
最初の持つ指やキャッチする指を変えて行うこともできる。
- インフィニティ（Infinity）
2種類の「ハーフウィンドミル」という技から成る、ペンの端を持って振り回すような技。略称は「インフィ」。
ペンの端を親指と人差し指で持ち、ペンを振って親指と人差し指の間にペンの端をくぐらせ、人差し指と中指に移動する（ハーフウィンドミル1,2-2,3）。そこから今度は、人差し指と中指と間にペンをくぐらせ、親指と人差し指に移動させる（ハーフウィンドミル2,3-1,2）。
見るものに与えるインパクトが大きいため、フリースタイルの途中などに入れられることが多い。
技名の由来は「∞(無限)のような軌道を描くから」。
ダブル、トリプルというように数が増えていくにつれ、移動させる指の数が多くなる。

### 特殊な技
以下に、ペンの動きなどが特殊な技を記述する。
- パームスピン（Palm Spin）
ペンを掌の上で半回転以上させる技。
単体で存在せず、ほぼ必ずノーマルとセットで使用される。
フリースタイルなどでは、多く回転させる場合は締め、少しだけ回転させる場合は技と技の繋ぎとして使われることが多い。
また、一回転以上させる場合は、半回転のパームスピンと区別して「マルチプルパームスピン」と呼ばれることもある。
- エアリアル（Aerial）
単体の技の名称ではなく、ペンを空中に飛ばす技全般を指す。厳密に言うと、空中で半回転以上するか、元の手以外でペンをキャッチするものである。
以前は邪道とされていたが、現在は多くのペンスピナーがフリースタイルの中で使用している。
動きが他の技に比べてきわめて大きいことと、次の技に繋ぐのが難しいことから、フリースタイルの最後に入れられることが多い。
また、エアリアルを組み込んだ技は、接尾辞に「ライザー」や「リリース」が付く。ライザー形の技は見たところ、ペンを空中に飛ばした後、元の手でキャッチすると見受けられる。
- コブラ（Cobra）
ペンを指または身体の一部分に乗せ、静止させる技。多くはバランスを取るのが困難な場所を用いる。
カードフラリッシュの「Cobra Cut」からインスピレーションを得た技である。

### 技の命名規則と表記法
前述の通り、技の命名は、初期には主観的に付けられていた。HIDEAKIはなるべく意味のない技名をつけないこと、いたずらに技数を増やさないことを意識していたが、日々増え続ける連続技に対して、次第に各々の技に関する分類化の必要が次第に意識されていくようになった。
様々な議論の末、2000年代初頭頃から、固有の技名は必要最小限の"系統名"までに抑え、発展技など微細な動きの違いは技名の前後に特殊な英数字や記号を付記することで表現するという、全く新しい手法が研究され始めた。これはつまり、ペン回しの全ての回転パターンが一定の規則を持った文字列として表記できるように従来の定義を再構築しようという試みであり、化学での有機化合物の命名法の概念に着想を得ている。
なお、日本と海外で使われる技名や系統の区分は異なる。ただし、輸入された技の名前はほぼ共通である。
日本や韓国ではそれぞれ独自のものだが、それら以外はほぼ世界共通に近い定義を使っている。
この手法で技名の前後に付記される要素には主に次のようなものがある。
- 指番号
軸となる指を表す数字で、親指から順に1～5のアラビア数字で表される。
技名の前に置く接頭指番号は、"a-"あるいは"a,b-"の形になる。
技名の後に置く接尾指番号は、"ab-cd"の形になる。
- 修飾辞
技名の前後に付加し、元の技からどのように変化した技なのかを表す用語。
技名の前に置く接頭辞には、軸指が2本以上あることを表す"スキップ"や、軸間移動がないことを表す"フェイクト"などがある。
系統名の後に置く接尾辞には、逆回転を表す"リバース"や、空中に飛ばすことを表す"ライザー"などがある。
- 回転数
技名の前後に付加し、その技が基本となる技を何回転させたものかを表す用語。
技名の前に置く場合、0.5回転刻みにハーフ、シングル、シングルアクセル、ダブル、ダブルアクセル、トリプル、…となる。
技名の後に置く場合、アラビア数字で1.0、1.5、2.0、2.5、3.0、…となる。
回転数は無いか、技名の前か後に1回だけ現れ、2回以上使われることはない。
- 結合記号
技と技の間をつなぐ記号で、「⇒」と「>>」の2種類がある。
「⇒」は連続技、「>>」は複合技を表す。

これらを踏まえた上で現在用いられている表記法をまとめると以下のようになる。
- 全ての技は必ず[[接頭指番号][回転数][接頭辞][系統名][接尾辞[回転数][接尾指番号]]の形に分解できる。
- 接頭辞が複数付く場合、技名に近いものから順に適用される。
- 接尾辞は接頭辞よりも後に適用される。

この表記法の発明によって、現存するほぼ全ての技を文字と記号の羅列に変換して表記することが可能となった。ただし海外の技や新しい技の中には、日本での表記が著しく困難もしくは不可能なものも存在し、これらの分類・整理および合理的類型化が積年の課題となっている。

## 歴史
- 第一世代（ウェブ以前）
日本国内には戦前から「鉛筆回し」として存在したともいわれる[7]。少なくとも1976年には首都圏の国立大学や上位私立大学の学生の中には回す者が少なからず存在しており、大学内での「名人」とも言える伝承の第一人者の多くが駿台予備学校出身者だった。実際に当時の証言で「駿台で流行っていた」するものが多く、「予備校が発祥」という認識があった。基本的には、中指で弾いて親指を軸にして回す手法。中には独自に技を開発するような人々も存在した。
- 第二世代（ウェブ以降～神動画以前）
1997年末、HIDEAKIという人物によって世界で最初のペン回しウェブサイト「私のペン回しの歴史」が設立された。HIDEAKIは独自に技名を考案してサイト内で紹介すると同時に、掲示板やメールを通じて未知の技を知る者との交流を深めていった。これをきっかけとして、各地に散在していたペン回しに関する情報が一ヶ所に集約され始めた。さらにこのコミュニティから派生する形で複数のペン回しサイトが現れ、以後インターネットを中心としてペン回しが急速に発展していくこととなる。
またこの流れの中で、日々現れる新しい技に対して1つ1つ個別の名称を与えるのではなく、回転パターンに沿った一定の命名規則を構築すべきだという意見が出た。これが現在の定義および表記法の原型になっており、当時考案された名称の一部は現在でも使われている。
- 第三世代（神動画以降）
定義の確立により回転パターンがほぼ出尽くしたことや、上級者の相次ぐ活動休止が重なり、日本のペン回しは一旦衰退の色を見せる。
そんな中、2004年初頭にayshという人物が設立したウェブサイト「ペン回し資料室」で、海外で盛んに行われていた「フリースタイル(FS)」の概念が紹介され、それまでとは違ったペン回しの楽しみ方が見出された。また同年春には韓国のペン回しコミュニティ「PenDolSa」による、ハイテンポな音楽をバックに何人ものペンスピナーが連続してFSを行うプロモーションビデオ(PV)、通称「神動画」が公表された。
これ以降、日本のペン回しに関する価値観は海外の影響を大きく受けることになる。かつて主流だった「手から離れたものはペン回しではない」「真のペン回しは無意識のうちに行われる」「筆記できないペンや改造されたペンを回すことはペン回しの本義に反する」といった考えは徐々に消えていった。
その後、PVはコラボレーションビデオ(CV)とも呼ばれるようになり、日本人ペンスピナーの間でも数々のCVが作られるようなる。日本を代表するCVの一つに「JapEn」がある。また、1人のペンスピナーが連続してFSを行うソロビデオ(SV)なるものも出現し、ペン回しに関する動画の数は次々と増えていった。
2007年1月から同年6月頃にかけてオンライン上で史上初の世界大会「World Penspinning Tournament 2007」が開かれた。8団体の80人が参加し、韓国人が優勝した。さらに同年7月にはペン回しの普及と振興を目的とした「日本ペン回し協会」が設立され、2008年2月～3月には初の全国大会「Pen Spinning tournament Japan 2008」が開催された。276人が参加し、高校生男子が初優勝を遂げた。
同年には「pen spinning world cup 2008」も開催された。world tournamentの個人戦に対し、world cupは国別の団体戦で行われ、日本、韓国、フランス、ドイツ、スウェーデン、香港、タイ、中国、ポーランド、フリーの10チームが出場した。結果は、日本が世界の頂点に立った[7]。これ以降、「World Tournament」と「World Cup」は一年おきに交互に行われている。
そのほか、東京大学大学院情報理工学系研究科で、「ペン回しロボット」を開発しており[7]、産業用ロボットの手の動作を研究する材料ともなっている。
2009年7月、日本ペン回し協会が全面協力のもと、「ナランハペン回しフェスティバル」が東京で開催された。これは、2008年の全国大会の後継大会として、以降毎年行われている。

## 題材としたフィクション
- ペン回し伝説 スピナーキング翼 - 作者：いそうなおき、監修：日本ペン回し協会

月刊コミックブンブン2008年11月号から2009年9月号まで連載。世界中のスピナーの頂点「スピナーキング」を目指す主人公が、様々な技を駆使してライバルと戦う。なお、本作での技はペン回し本来のものではなく、回転の摩擦熱で炎が出る「ファイヤースピニング」等の荒唐無稽なものである。
- Happy World!

作中でペン回しの会がある。